# 65775 Reikotosa
65775 Reikotosa è un asteroide della fascia principale. Scoperto nel 1995, presenta un'orbita caratterizzata da un semiasse maggiore pari a 2,5708608 UA e da un'eccentricità di 0,2948768, inclinata di 4,11722° rispetto all'eclittica.